# Kabinett Woidke IV
Das vierte Kabinett Woidke bildet seit dem 11. Dezember 2024 die Brandenburgische Landesregierung. Dietmar Woidke führt die deutschlandweit erste Koalition zwischen SPD und BSW.
Die entsprechende Wahl fand am  22. September 2024 statt.

## Kabinett
| Amt                                                                         | Foto | Name | Partei | Partei                            |
| --------------------------------------------------------------------------- | ---- | --- | ------ | --------------------------------- |
| Ministerpräsident Staatskanzlei                                             |      | Dietmar Woidke |        | SPD                               |
| Stellvertreter des Ministerpräsidenten                                      |      | Robert Crumbach |        | BSW                               |
| Minister der Finanzen und für Europa                                        |      | Robert Crumbach |        | BSW                               |
| Minister(in) des Innern und für Kommunales                                  |      | Katrin Lange (bis 16. Mai 2025)                                                                                      |        | SPD                               |
| Minister(in) des Innern und für Kommunales                                  |      | René Wilke (seit 22. Mai 2025)                                                                                       |        | parteilos (von der SPD nominiert) |
| Ministerin für Land- und Ernährungswirtschaft, Umwelt und Verbraucherschutz |      | Hanka Mittelstädt (Ernennung am 13. Dezember 2024, bis dahin mit der Wahrung der Geschäfte beauftragt: Katrin Lange) |        | SPD                               |
| Minister für Bildung, Jugend und Sport                                      |      | Steffen Freiberg | SPD    |                                   |
| Ministerin für Wissenschaft, Forschung und Kultur                           |      | Manja Schüle | SPD    |                                   |
| Minister für Wirtschaft, Arbeit, Energie und Klimaschutz                    |      | Daniel Keller | SPD    |                                   |
| Minister der Justiz und für Digitalisierung                                 |      | Benjamin Grimm | SPD    |                                   |
| Ministerin für Gesundheit und Soziales                                      |      | Britta Müller |        | parteilos (vom BSW nominiert)     |
| Minister für Infrastruktur und Landesplanung                                |      | Detlef Tabbert |        | BSW                               |
| Chefin der Staatskanzlei                                                    |      | Kathrin Schneider |        | SPD                               |

## Staatssekretäre
Die Staatssekretäre sind die ranghöchsten Beamten des Landes Brandenburg. Sie fungieren als Amtschefs der Ministerien, ständige Vertreter der Minister oder übernehmen – wie der Bevollmächtigte des Landes Brandenburg beim Bund – Sonderaufgaben.
| Staatskanzlei und Ministerien                                                | Staatssekretäre                                                        |
| ---------------------------------------------------------------------------- | ---------------------------------------------------------------------- |
| Staatskanzlei                                                                | David Kolesnyk (SPD) Bevollmächtigter des Landes Brandenburg beim Bund |
| Ministerium der Finanzen und für Europa                                      | Volker-Gerd Westphal (SPD) Tinko Hempel (BSW)                          |
| Ministerium des Innern und für Kommunales                                    | Frank Stolper (parteilos) Johannes Wagner (parteilos)                  |
| Ministerium für Land- und Ernährungswirtschaft, Umwelt und Verbraucherschutz | Gregor Beyer (parteilos, bis 2025 FDP)                                 |
| Ministerium für Bildung, Jugend und Sport                                    | Hendrik Fischer (SPD)                                                  |
| Ministerium für Wissenschaft, Forschung und Kultur                           | Tobias Dünow (SPD)                                                     |
| Ministerium für Wirtschaft, Arbeit, Energie und Klimaschutz                  | Friederike Haase (parteilos)                                           |
| Ministerium der Justiz und für Digitalisierung                               | Ernst Bürger (parteilos)                                               |
| Ministerium für Gesundheit und Soziales                                      | Patrick Wahl (BSW)                                                     |
| Ministerium für Infrastruktur und Landesplanung                              | Ina Bartmann (CDU)                                                     |

## Wahl des Ministerpräsidenten
| Wahlgang    | Kandidat          | Kandidat             | Stimmen    | Stimmenzahl | Anteil (abgegebene Stimmen) |
| ----------- | ----------------- | -------------------- | ---------- | ----------- | --------------------------- |
| 1. Wahlgang |                   | Dietmar Woidke (SPD) | Ja-Stimmen | 43          | 48,9 %                      |
| 1. Wahlgang | Nein-Stimmen      | Dietmar Woidke (SPD) | 40         | 45,5 %      |                             |
| 1. Wahlgang | Enthaltungen      | Dietmar Woidke (SPD) | 2          | 2,3 %       |                             |
| 1. Wahlgang | ungültige Stimmen | Dietmar Woidke (SPD) | 2          | 2,3 %       |                             |
| 2. Wahlgang | Ja-Stimmen        | Dietmar Woidke (SPD) | 50         | 56,8 %      |                             |
| 2. Wahlgang | Nein-Stimmen      | Dietmar Woidke (SPD) | 36         | 40,9 %      |                             |
| 2. Wahlgang | Enthaltungen      | Dietmar Woidke (SPD) | 1          | 1,1 %       |                             |
| 2. Wahlgang | ungültige Stimmen | Dietmar Woidke (SPD) | 0          | —           |                             |